# NGC 1333
NGC 1333 est une nébuleuse par réflexion située dans la constellation de Persée. Elle appartient au nuage moléculaire de Persée. NGC 1333 a été découverte par l'astronome allemand Eduard Schönfeld en 1855

## Observation

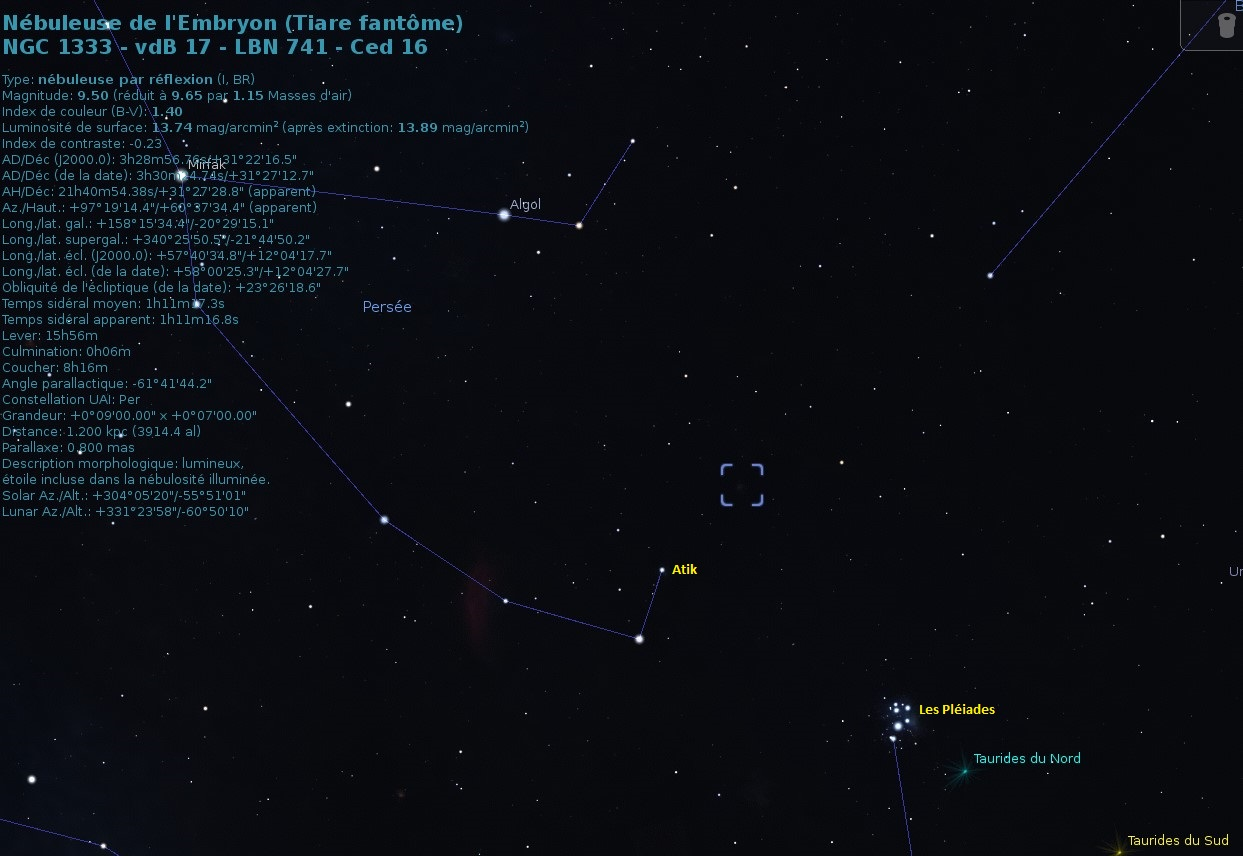
Position de NGC 1333 près de la constellation du Taureau et du Bélier, au nord de l'amas ouvert des Pléaides.

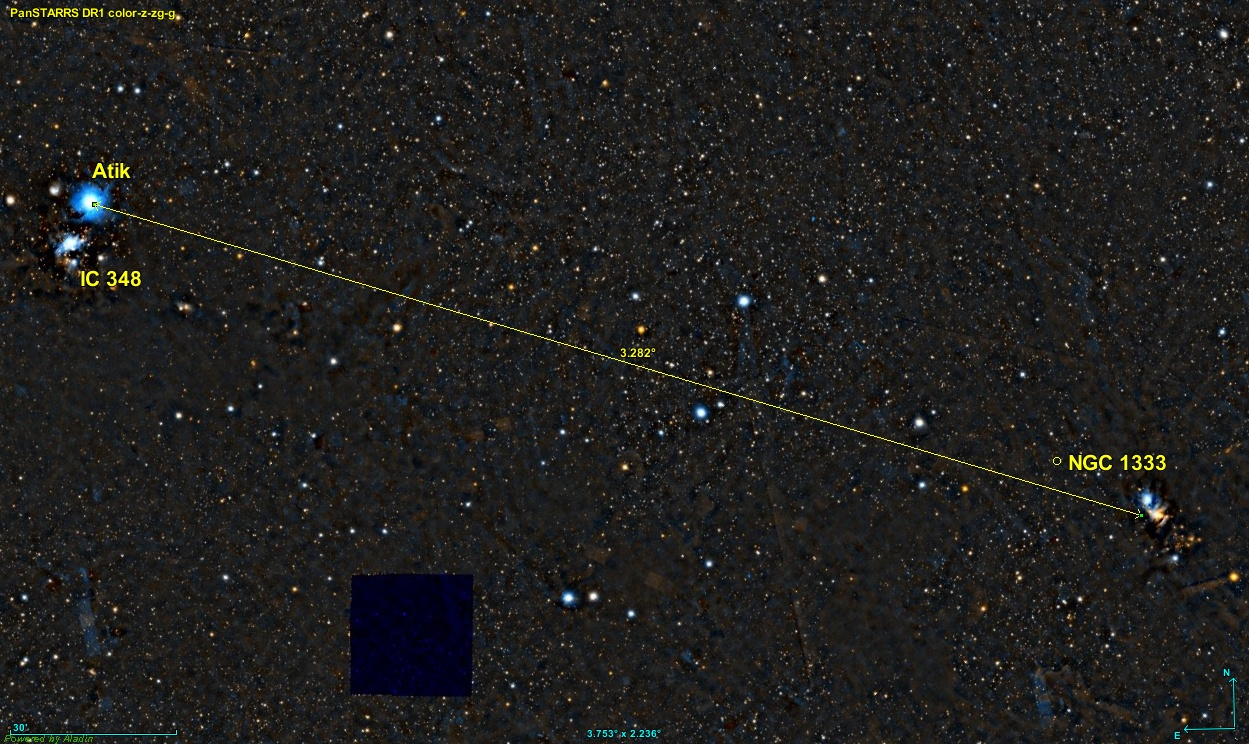
NGC 1333 est située à environ 3,3 degrés au sud-ouest de l'étoile Atik (Omicron Persei) et de l'amas ouvert IC 348.

Avec une magnitude de 10,9 à 445 nm, cette nébuleuse est visible dans un télescope dont l'ouverture est d'au moins 15 centimètres. Elle apparaît comme une tache flou. Elle est associée à la nébuleuse obscure Barnard 205. Plusieurs autres nébuleuses obscures se trouvent aussi dans cette région.

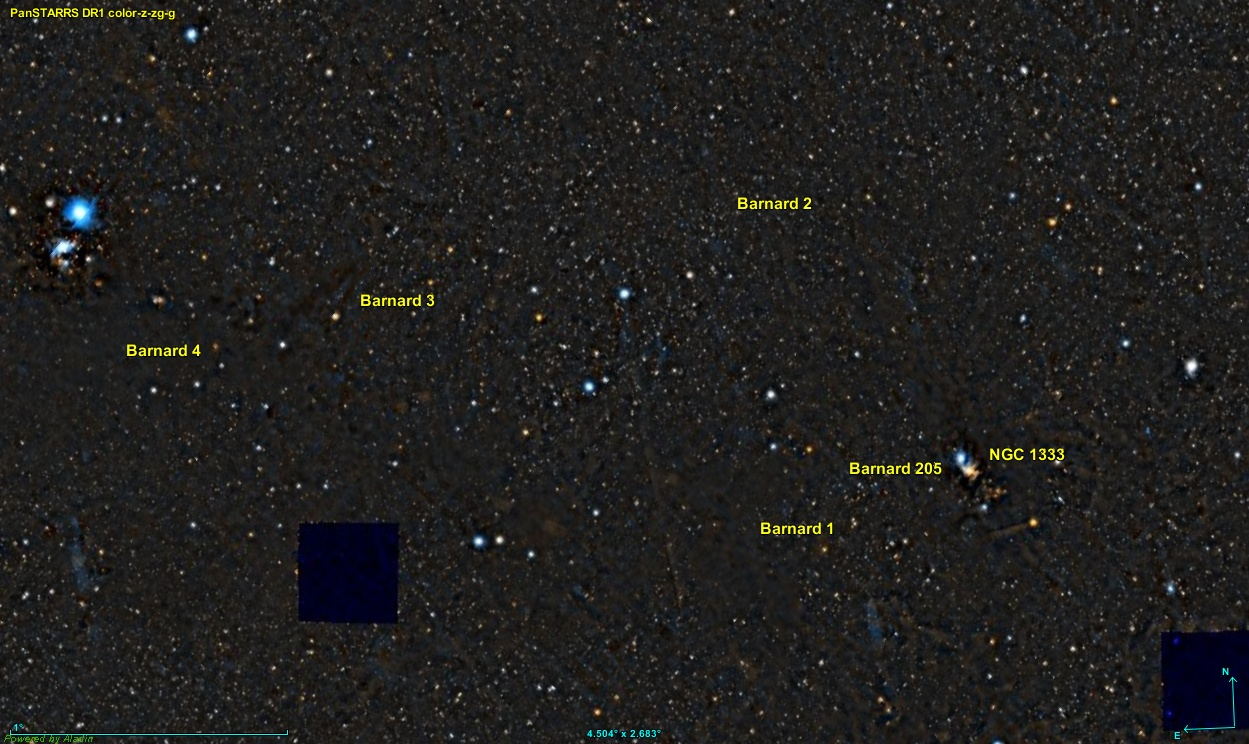
Plusieurs nébuleuses obscures du nuage moléculaire de Persée.

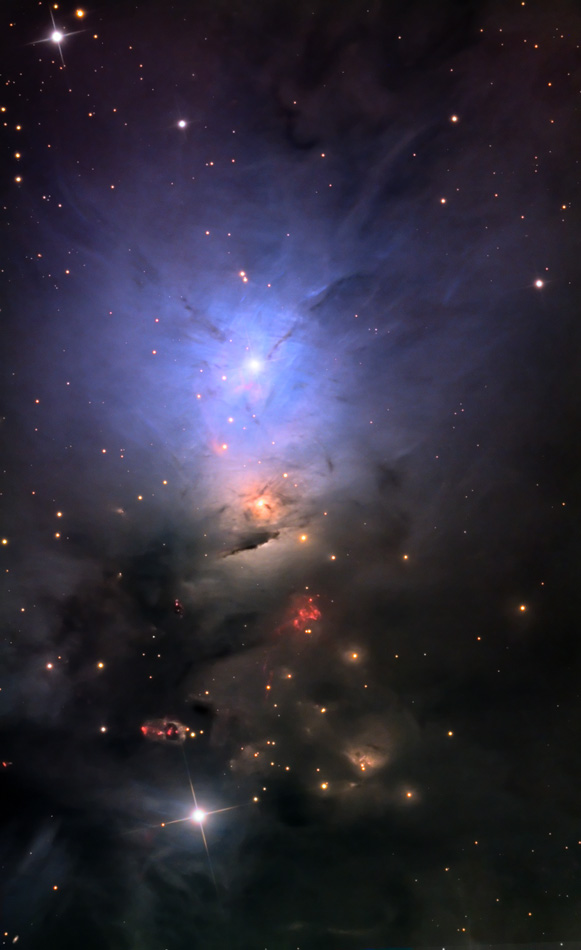
La nébuleuse par réflexion NGC 1333 par Adam Block (Observatoire du mont Lemmon/Université de l'Arizona)

## Caractéristiques

### Distance
Selon les sources consultées, NGC 1333 est entre 960 et 1140 années-lumière (al) (350 pc) de nous, de sorte qu'on trouve en plusieurs endroits la distance approximative de 1000 al,.
Cependant, plus récemment, grâce à des observations des masers H2O présents dans NGC 1333, on a pu estimer plus précisément sa distance à 235 ± 18 pc (∼766 al). 

### Une région active de formation d'étoiles
La nébuleuse NGC 1333 est une région très active de formation d'étoiles qui est située dans la partie ouest du nuage moléculaire de Persée. Elle contient un hierarchie typique d'amas ouverts qui sont encore intrégrés dans le nuage moléculaire dans lequel ils sont nés et qui sont divisés en deux principaux sous-groupes, l'un au nord et l'autre au sud. La majeure partie du rayonnement infrarouge provient de la partie sud de la nébuleuse. Un pourcentage significatif des étoiles observées dans l'infrarouge sont des étoiles de la pré-séquence principale.

### Les étoiles et la masse de NGC 1333
La masse totale des étoiles et du gaz de la région est d'environ 450 {\displaystyle M_{\odot }}. La nébuleuse renferme quelque 150 étoiles dont l'âge médian est d'environ un million d'années et dont la masse totale est de 100 {\displaystyle M_{\odot }}. Le taux de formation d'étoiles est en moyenne de 10-3 {\displaystyle M_{\odot }} par année. On trouve à l'intérieur de la nébuleuse une vingtaine de jeunes objets stellaires qui produisent des jets de matière, dont des objets Herbig-Haro. Un total de 95 sources de rayon X sont associées aux étoiles d de la nébuleuse. Plusieurs naines brunes ont été observées dans NGC 1333 ainsi que dans l'amas stellaire IC 348 situé à proximité dans le nuage moléculaire.

### 6 nouveaux objets inconnus
En 2024, une équipe des chercheurs dirigée par Adam Langeveld a révélé, dans la revue The Astronomical Journal, qu'ils avaient découvert six objets, inconnus jusqu'ici. Il s'agit des objets trouvés dans l'image récemment prise par le télescope sparial James Webb. Ils ont une taille de planète, avec une masse comprise entre cinq et quinze fois celle de Jupiter. Toutefois, ces six objets ne sont pas liés à la gravité des étoiles. Les scientifiques les catégorisent donc free-floating planetary-mass objects (objets de masse planétaire librement flottants).

## Galerie

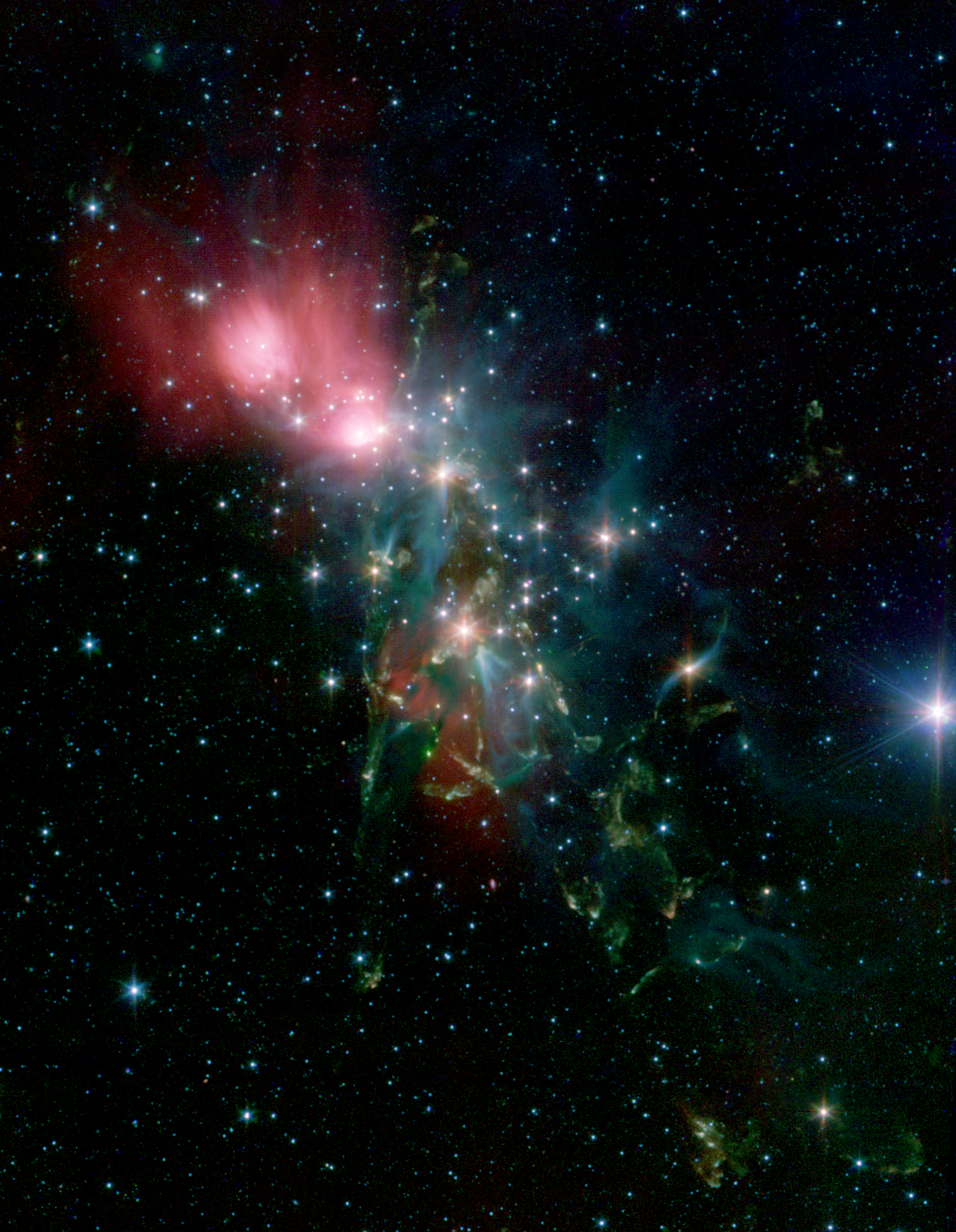
NGC 1333 dans le domaine de l'infrarouge par le télescope spatial Spitzer.
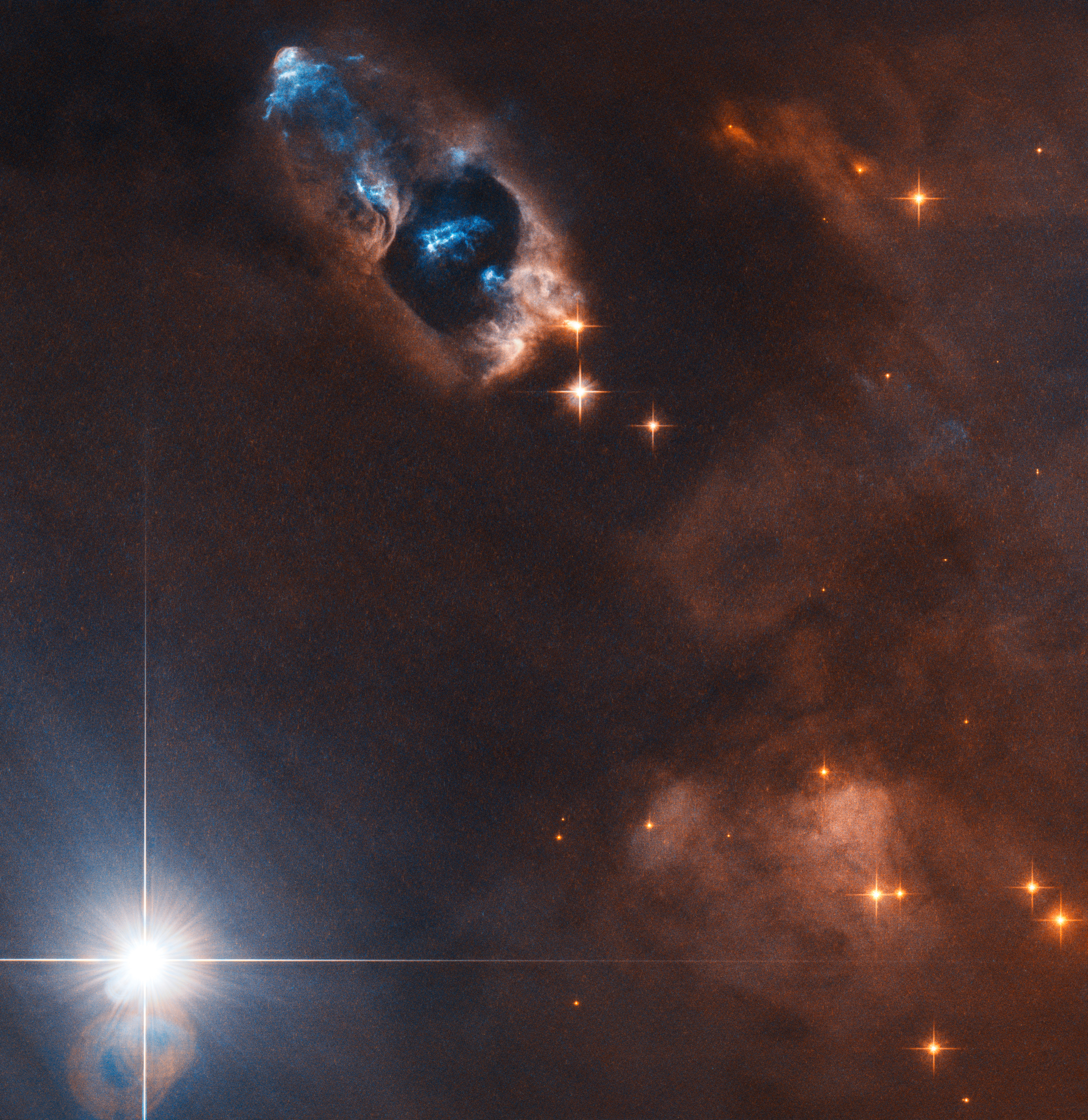
Des objets de Herbig-Haro dans NGC 1333.
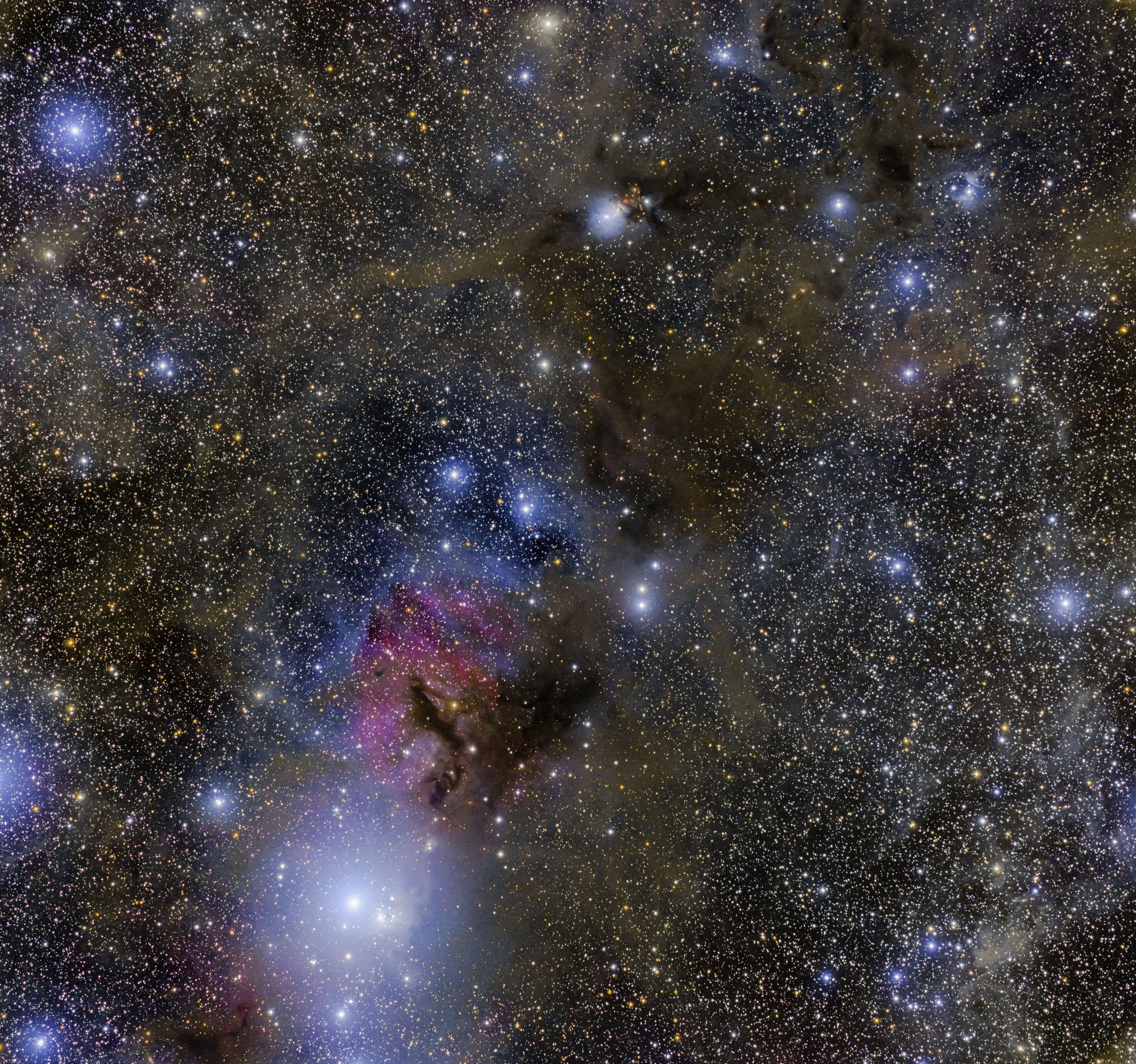
Le nuage moléculaire géant de Persée avec les pouponières d'étoiles IC 348 et NGC 1333.
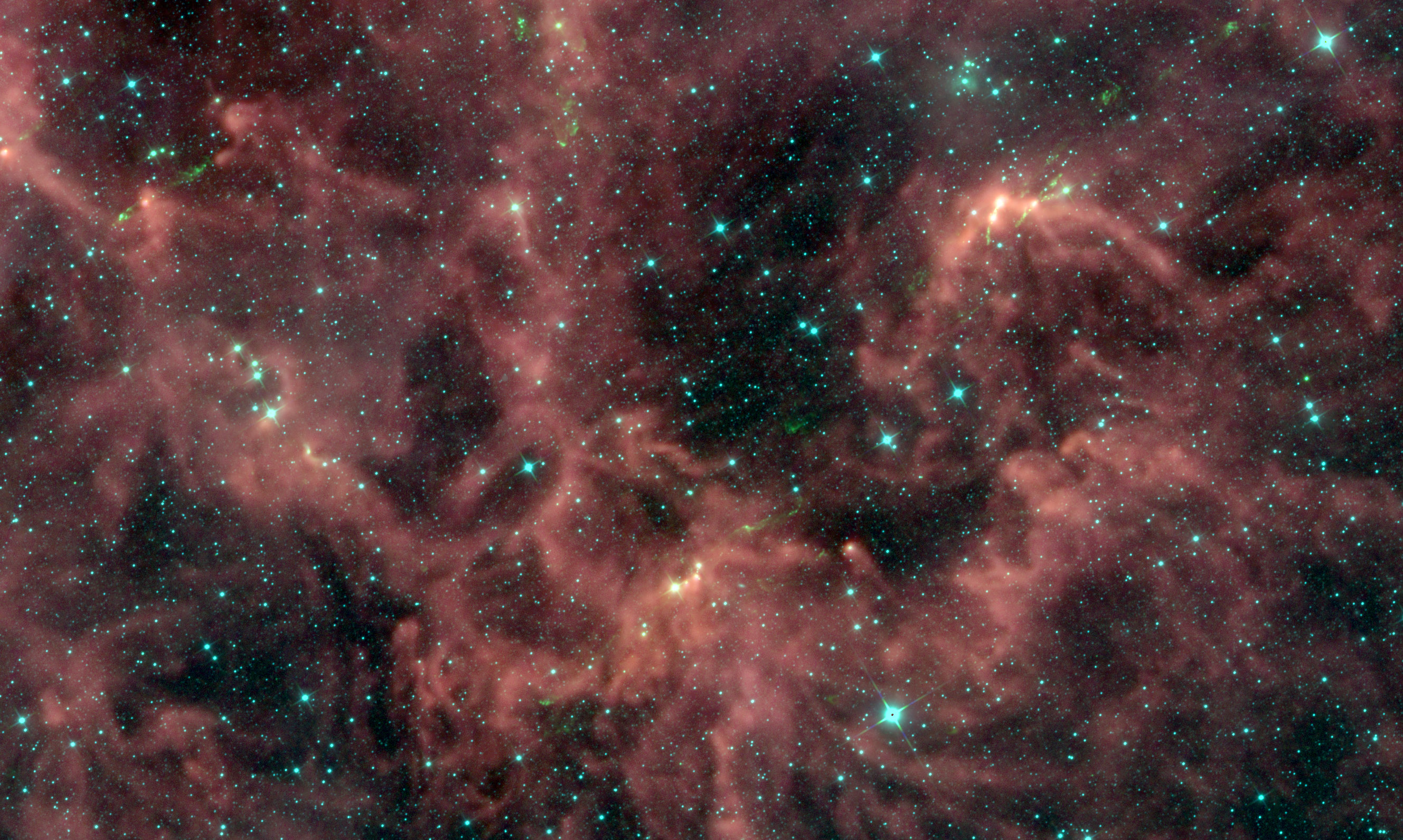
La région sud de NGC 1333 en infrarouge. On voit sur l'image les nébuleuses obscures Barnard 203 (en) et 204.
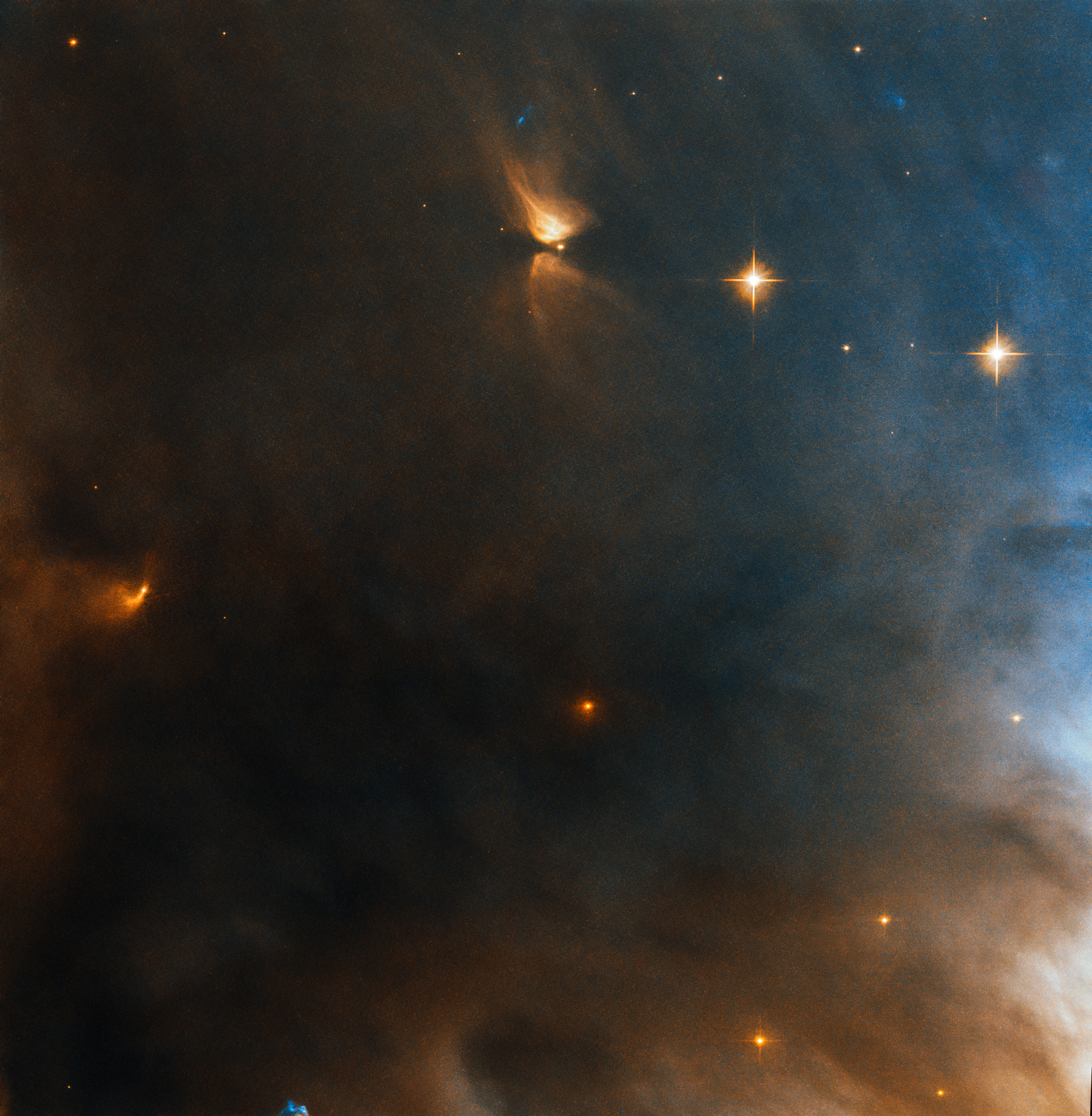
Une partie de NGC 1333 par le télescope spatial Hubble. On voit très bien à la gauche de l'image une étoile et son jet de matière.
Image en infrarouge, observée par le télescope spatial James Webb, qui contient 6 objets planétaires flottants.